# Боспорское царство (золотая монета Украины)
«Боспорское царство» — золотая памятная монета номиналом 100 гривен, выпущенная Национальным банком Украины, посвященная Боспорскому царству (VI в. до н. э. — IV в. н. э.) — одному из античных государств Северного Причерноморья. Оно возникло как объединение греческих городов-колоний на берегах Керченского пролива со столицей в Пантикапее, регулярно чеканило свои монеты. Монета была введена в обращение 28 июля 2010 года. Она относится к серии «Античные памятники Украины».

## Описание монеты и характеристики[2]
| Номинал грн. | Металл           | Масса, г     | Диаметр, мм | Качество изготовления | Гурт | Тираж, штук |
| ------------ | ---------------- | ------------ | ----------- | --------------------- | --- | ----------- |
| 100          | золото 900 пробы | 31,1 / 34,56 | 32,0        | пруф                  | гладкий с углубленными надписями: обозначение металла, его пробы — Au 900, массы в чистоте — 31,1 г и логотип Монетного двора | 3000        |

### Аверс

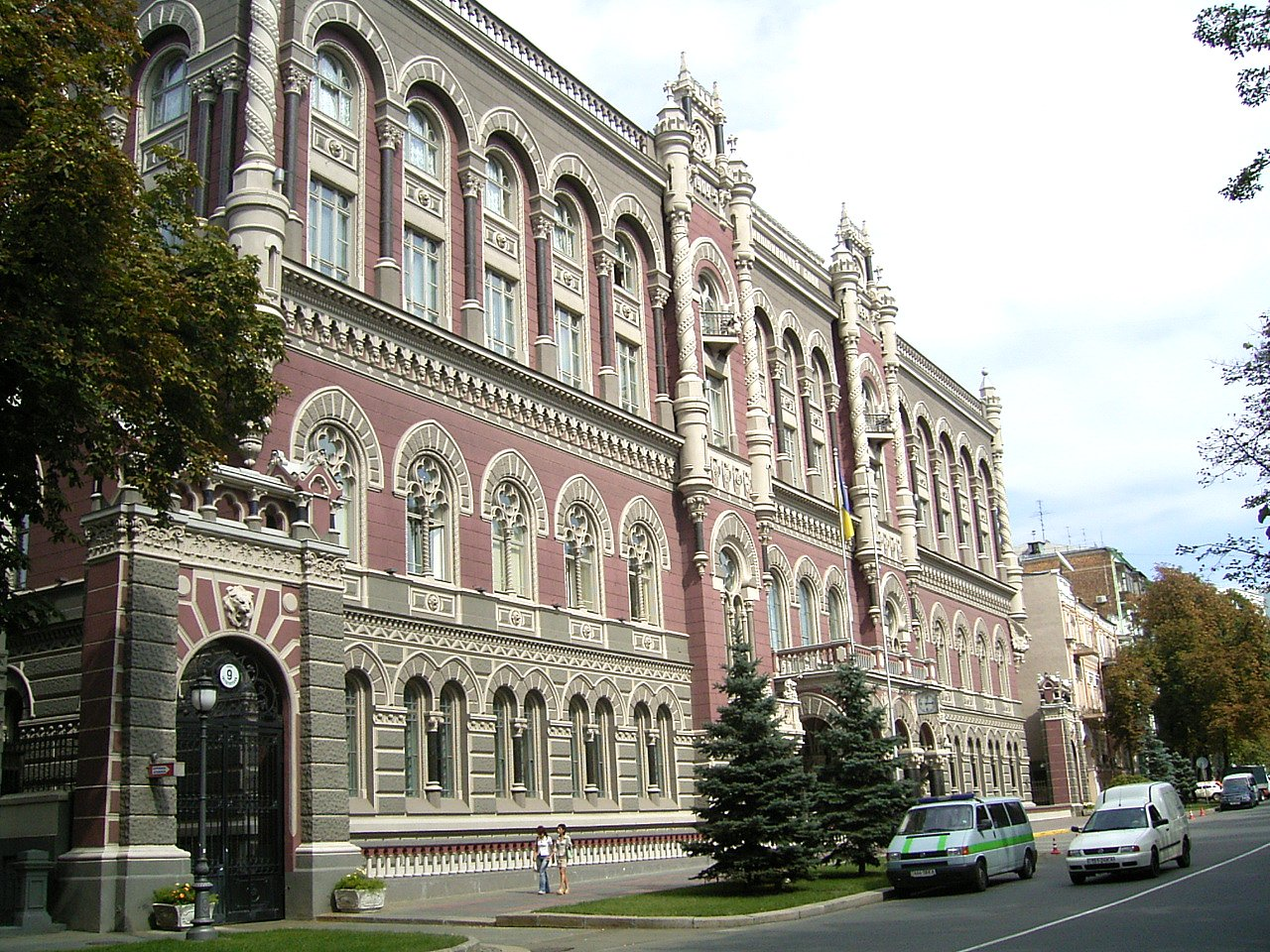
Здание Национального банка Украины

На аверсе монеты вверху размещен малый Государственный Герб Украины, под которым год чеканки монеты — «2010», стилизованная надпись полукругом «НАЦИОНАЛЬНЫЙ БАНК УКРАИНЫ», внизу номинал — «100 ГРИВЕН»; по центру изображен фрагмент руин Пантикапея на фоне реконструкции города, справа и слева от которой — сфинксы.

### Реверс
На реверсе монеты на зеркальном фоне изображен греческий парусный корабль — стилизованная бирема, под которым дельфины и декоративные ленты с меандром, символизирующие воду, с обеих сторон — стилизованная застройка античного города, вверху на рельефном фоне — золотая пантикапейского монета статер, под которой надпись — «Боспорское царство».

## Авторы
- Художники : Владимир Таран, Александр Харук, Сергей Харук.
- Скульпторы : Владимир Демьяненко, Анатолий Демьяненко.

## Стоимость монеты
Цена монеты — 15252 гривен была указана на сайте Национального банка Украины в 2011 году. Фактическая приблизительная стоимость монеты, с годами менялась так:
| Год        | 2010  | 2011  | 2012  | 2013  | 2014  | 2015  | 2016  | 2017  | 2018  | 2019  |
| ---------- | ----- | ----- | ----- | ----- | ----- | ----- | ----- | ----- | ----- | ----- |
| Цена, грн. | 15250 | 16000 | 17500 | 17500 | 19100 | 36000 | 42000 | 50000 | 47000 | 46000 |